# Mischa Levitzki
Pour les articles homonymes, voir Levitzki.
Mischa Levitzki (25 mai 1898 — 2 janvier 1941) est un pianiste de concert russe naturalisé américain.

## Biographie
Levitzki est né à Krementchouk, en Ukraine (faisant alors partie de l’Empire russe), de parents juifs naturalisés américains. Il commença à jouer du violon à l'âge de trois ans, mais fut rapidement intéressé par le piano, qu'il étudia à Varsovie avec Aleksander Michałowski avant de faire ses débuts à Anvers en 1906.
À New York, son père lui faire rencontrer Walter Damrosch, qui lui obtient une bourse à l'Institute of Musical Art (devenu la Juilliard School), où il étudie avec Zygmunt Stojowski de 1907 à 1911. En 1913, Levitzki entre à l'université des arts de Berlin, où il devient l'élève le plus jeune d'Ernő Dohnányi et où il reçoit le Prix Mendelssohn en 1915. À ce moment il avait déjà joué en concert à travers l’Europe et la Scandinavie. Il fait ses débuts aux États-Unis à New York le 17 octobre 1916 au Aeolian Hall. Levitzki fait des tournées dans le monde entier jusqu'à sa mort, aux États-Unis, en Australie, en Nouvelle-Zélande, en Asie, se spécialisant dans le répertoire romantique. Il a été élu membre honoraire de la Phi Mu Alpha Sinfonia Fraternity (en) au New England Conservatory of Music en 1917.
Il a transcrit de nombreuses pièces pour piano, composé une cadence pour le troisième concerto pour piano de Beethoven et écrit quelques petites pièces pour piano. Ses œuvres pour piano la plus populaire sont The Enchanted Nymph, Valse in A, Valse tzigane et une gavotte.
Il a également fait de nombreux enregistrements pour AMPICO Piano Roll Company durant les années 1920 et 1930.
Mischa Levitzki meurt d'une attaque à 42 ans en 1941 à Avon-by-the-Sea, New Jersey.
Les écrits de Levitski sont conservés à la New York Public Library for the Performing Arts.

## Sources
- (en) Cet article est partiellement ou en totalité issu de l’article de Wikipédia en anglais intitulé « Mischa Levitzki » (voir la liste des auteurs).
- (en) David Ewen, Encyclopedia of Concert Music, New York, Hill and Wang, 1959